# Anastoechus trisignatus
Anastoechus trisignatus är en tvåvingeart som först beskrevs av Josef Aloizievitsch Portschinsky 1881.  Anastoechus trisignatus ingår i släktet Anastoechus och familjen svävflugor. Inga underarter finns listade i Catalogue of Life.